# St. Maria Magdalena ortodokse katedral i Warszawa
St. Maria Magdalena ortodokse katedral (polsk Cerkiew św. Marii Magdaleny) er en kirke i bydelen Praga i Warszawa. Den er en af to ortodokse kirker som stadig står i byen, efter at de fleste blev revet ned som symbol på russisk dominans efter at Polen genvandt sin selvstændighed i 1920'erne. 

## Historie
Kirken blev tegnet af Mikołaj Syczew og skulle oprindelig kun have én kuppel. På grund af pres fra datidens russiske myndigheder fik kirken også fire mindre kupler. De to vestlige er i dag klokketårne. 
Grundstenen blev lagt den 14. april 1867, og kirken blev indviet den 29. juni 1869. Kirken var beregnet for den store russiske koloni som havde bosat sig i området omkring Jagiellońska-gaden.
52°15′17″N 21°02′00″Ø / 52.254808°N 21.033208°Ø